# Storsundsån
Storsundsån is een van de (relatief) kleine riviertjes die de Zweedse provincie Gotlands län rijk is. Het riviertje verzorgt de afwatering van een moeras annex meer Storsund. Storsund was ooit een langwerpige baai aan de Oostzee. Maar omdat Gotland door postglaciale opheffing stijgt ten opzichte van de omliggende zee, kwam het meer steeds verder landinwaarts te liggen. In onze tijd ligt het moerasmeer op drie meter boven de zeespiegel. Het afwateringsgebied van het riviertje is circa 4 km2. De oevers bieden voedsel aan vele insecten zoals de Lype phaeopa, Tinodes pallidulus en Hydropsyche angustipennis en de bijbehorende rovers: vogels. Het gebied maakt deel uit van Natura 2000 en staat in Gotland bekend om haar orchideeën.